# Fritz Curschmann
Fritz Curschmann, född 17 mars 1874 i Berlin, död 5 februari 1946 i Greifswald, var en tysk historiker och geograf. Han var son till Heinrich Curschmann.
Curschmann blev 1918 professor vid Dorpats universitet 1918 och 1919 vid Greifswalds universitet. Hans skrifter behandlade främst tysk medeltidshistoria. Bland dessa märks främst Hungersnöte im Mittelalter (1900), Die Diözese Brandenburg (1906) samt Die ältesten Papsturkunden des Erzzbistums Hamburg (1909).